# キム・ロッシ・スチュアート
キム・ロッシ・スチュアート（Kim Rossi Stuart, 1969年10月31日 - ）は、イタリアの俳優、映画監督である。

## 人物
ローマ出身。『愛のめぐりあい』、『ピノッキオ』、『家の鍵』、『野良犬たちの掟』、『ハートの問題』等、数多くの映画への出演で知られる。2005年公開の『気ままに生きて』で監督デビューを果たした（脚本・主演も兼任）。
現在までに、ダヴィッド・ディ・ドナテッロ賞を一度、ナストロ・ダルジェント賞を三度、イタリア・ゴールデングローブ賞を二度、チャック・ドーロ賞を三度、フライアーノ賞を三度受賞している。

## 経歴
1969年10月31日、スコットランド系イタリア人俳優の父ジャコモ・ロッシ・スチュアート（Giacomo Rossi Stuart）と、ドイツ系およびオランダ系の元モデルの母クララ・ミュラー（Klara Müller）の間に生まれる。三人の姉妹がおり、妹のヴァレンティナは女優である。パートナーの女優イラリア・スパーダ（Ilaria Spada）との間に息子が一人いる。 

### 映画
5歳から映画に出演し、1984年、14歳で初めてテレビシリーズの主演を務める。1987年公開の『カラテ・キッド』および翌年公開の続編『カラテ・キッド／激闘編』を経て、ランベルト・バーヴァ（Lamberto Bava）監督のファンタジー大作『Fantaghirò』シリーズによって広く知られるようになる。
1994年には『アパッショナート』と『Cuore cattivo』に相次いで出演し、いずれも高い評価を得る。続けて、ミケランジェロ・アントニオーニとヴィム・ヴェンダースの共同監督によるオムニバス映画『愛のめぐりあい』（1995年）、スタンダールの同名小説を原作としたテレビ映画『赤と黒』（1998年）等、数多くの映画やテレビドラマに出演して人気を博し、2002年公開のロベルト・ベニーニ監督作『ピノッキオ』ではルシーニョロ役を演じる。 
その後、ジャンニ・アメリオ監督作『家の鍵』（2004年）でイタリア・ゴールデングローブ主演男優賞、ミケーレ・プラチド監督作『野良犬たちの掟』（2005年）でナストロ・ダルジェント主演男優賞を受賞し、俳優としての地位を不動のものとする。 
2007年には初監督作品『気ままに生きて』がカンヌ国際映画祭で上映され、同作によりダヴィッド・ディ・ドナテッロ新人監督賞を受賞する。 
2009年公開のフランチェスカ・アルキブージ監督作『ハートの問題』ではアントニオ・アルバネーゼ（Antonio Albanese）とともにダヴィッド・ディ・ドナテッロ主演男優賞およびナストロ・ダルジェント主演男優賞にノミネートされ、再びミケーレ・プラチドとタッグを組んだ『Vallanzasca - Gli angeli del male』（2011年公開）では実在のマフィアを演じてナストロ・ダルジェント主演男優賞を受賞した。 
その後の出演作としては、ダニエーレ・ルケッティ（Daniele Luchetti）監督作『ハッピー・イヤーズ』（2013年）、タヴィアーニ兄弟監督作『素晴らしきボッカッチョ』（2015年）などがある。2016年には11年ぶりの監督作品となる『Tommaso』が公開された（兼脚本・主演）。 

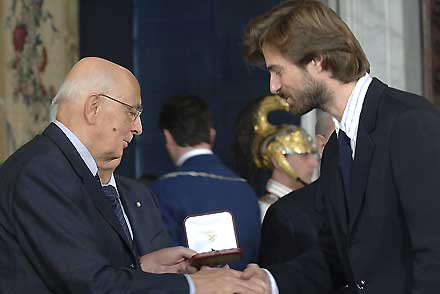
ジョルジョ・ナポリターノ大統領（左）からヴィットリオ・デ・シーカ賞を授与されるキム・ロッシ・スチュアート（2006年）

### 舞台
1987年、ミラノのピッコロ座にてアンドレ・ジッド作『フィロクテート』に出演し、舞台デビューを飾る。1996年にはエリック＝エマニュエル・シュミット作『訪問者』イタリア語版の初演に出演する。その他、『リア王』（1994年）、『ハムレット』（1998-99年）、『マクベス』（2000年）等に出演している。 

### 出版
2019年1月24日、短編小説集『Le Guarigioni』を出版し、小説家としてデビューした。 

## フィルモグラフィー

### 映画
| 公開年 | 邦題 原題                                           | 役名                     | 備考                                         |
| ------ | --------------------------------------------------- | ------------------------ | -------------------------------------------- |
| 1986   | 薔薇の名前 Il nome della rosa                       |                          |                                              |
| 1987   | カラテ・キッド Il ragazzo dal kimono d'oro          | アンソニー・スコット     |                                              |
| 1987   | Il mistero del panino assassino                     |                          |                                              |
| 1988   | カラテ・キッド/激闘編 Il ragazzo dal kimono d'oro 2 | アンソニー・スコット     |                                              |
| 1988   | ドミノという女 Domino                               | ユージーン               |                                              |
| 1989   | Obbligo di giocare - Zugzwang                       |                          |                                              |
| 1989   | Lo zio indegno                                      | アンドレア               |                                              |
| 1991   | 愛と欲望の18才/ギャング 18 anni tra una settimana   |                          |                                              |
| 1992   | Un'altra vita                                       | ルチャーノ               |                                              |
| 1992   | In camera mia                                       |                          |                                              |
| 1994   | Cuore cattivo                                       | クラウディオ・スカリーゼ |                                              |
| 1994   | アパッショナート Senza pelle                        | サヴェリオ               |                                              |
| 1995   | 愛のめぐりあい Al di là delle nuvole                | シルヴァーノ             |                                              |
| 1995   | Poliziotti                                          | アンドレア               |                                              |
| 1998   | La ballata dei lavavetri                            | ラファル                 |                                              |
| 1998   | I giardini dell'Eden                                | ヨシュア                 |                                              |
| 2002   | ピノッキオ Pinocchio                                | ルシーニョロ             |                                              |
| 2004   | 家の鍵 Le chiavi di casa                            | ジャンニ                 |                                              |
| 2005   | 野良犬たちの掟 Romanzo criminale                    | フレッド                 | イタリア映画祭2007上映時タイトル『犯罪小説』 |
| 2005   | 気ままに生きて Anche libero va bene                 | レナート・ベネッティ     | 兼監督・脚本 イタリア映画祭2007にて上映      |
| 2007   | Piano, solo                                         | ルカ・フローレス         |                                              |
| 2009   | ハートの問題 Questione di cuore                     | アンジェロ               |                                              |
| 2010   | Vallanzasca - Gli angeli del male                   | レナート・ヴァランザスカ |                                              |
| 2013   | ハッピー・イヤーズ Anni felici                      | グイド                   | 第26回東京国際映画祭にて上映                 |
| 2014   | L'Ex de ma vie                                      |                          |                                              |
| 2015   | 素晴らしきボッカッチョ Maraviglioso Boccaccio       | カランドリーノ           | イタリア映画祭2016にて上映                   |
| 2016   | Tommaso                                             | トンマーゾ               | 兼監督・脚本                                 |
| 2020   | 離ればなれになっても Gli anni più belli             | パオロ                   |                                              |
| 2020   | きっと大丈夫 Cosa sarà                              | ブルーノ                 | イタリア映画祭2020にて上映                   |
| 2022   | Brado                                               | レナート                 | 兼監督・脚本                                 |

### テレビ
| 放映年      | 邦題 原題                            | 役名                         | 備考                                                   |
| ----------- | ------------------------------------ | ---------------------------- | ------------------------------------------------------ |
| 1984        | I ragazzi della valle misteriosa     |                              |                                                        |
| 1987        | Il generale                          | メノッティ・ガリバルディ     |                                                        |
| 1988        | Il ricatto                           | ルカ・フェデーリ             | ミニシリーズ                                           |
| 1989        | Valentina                            | ブルーノ                     |                                                        |
| 1989 - 1990 | Senza scampo                         | アドリアーノ                 |                                                        |
| 1991        | Fantaghirò                           | ロムアルド                   |                                                        |
| 1991        | Dove'eri quella notte                |                              |                                                        |
| 1991        | Dalla notte all'alba                 |                              |                                                        |
| 1992        | Un posto freddo in fondo al cuore    |                              |                                                        |
| 1992        | Il cielo non cade mai                | ニコラ・ブレンターノ         |                                                        |
| 1992        | Fantaghirò 2                         | ロムアルド                   |                                                        |
| 1993        | Fantaghirò 3                         | ロムアルド                   |                                                        |
| 1994        | Fantaghirò 4                         | ロムアルド                   |                                                        |
| 1995        | La famiglia Ricordi                  | ヴィンチェンツォ・ベッリーニ |                                                        |
| 1998        | 赤と黒 Il rosso e il nero            | ジュリアン・ソレル           |                                                        |
| 2001        | Uno bianca                           | ヴァレリオ・マルデージ       |                                                        |
| 2004        | Il tunnel della libertà              | ドメニコ（ミンモ）・セスタ   |                                                        |
| 2007        | Romanzo criminale                    | フレッド                     | 同名映画『野良犬たちの掟』（2005年）のテレビシリーズ化 |
| 2017        | Maltese - Il romanzo del Commissario | ダリオ・マルテーゼ           |                                                        |

## 主な受賞
- ダヴィッド・ディ・ドナテッロ新人監督賞（2007年） 『気ままに生きて』
- ナストロ・ダルジェント新人監督賞（2006年） 『気ままに生きて』
- ナストロ・ダルジェント主演男優賞（2006年） 『野良犬たちの掟』
- ナストロ・ダルジェント主演男優賞（2011年） 『Vallanzasca - Gli angeli del male』
- イタリア・ゴールデングローブ主演男優賞（2005年） 『家の鍵』
- イタリア・ゴールデングローブ第1回作品賞（2007年） 『気ままに生きて』
- チャック・ドーロ主演男優賞（1995年） 『アパッショナート』
- チャック・ドーロ第1回作品賞（2007年） 『気ままに生きて』
- チャック・ドーロ主演男優賞（2011年） 『Vallanzasca - Gli angeli del male』